# Jonathan McKain
Jonathan McKain (Brisbane, 21 settembre 1982) è un ex calciatore australiano, difensore.

## Palmarès

### Australia
- Coppa d'Oceania: 1

2004